# OHSAS 18001
OHSAS 18001, '산업 보건 및 안전 평가 시리즈'는 산업 보건 및 안전 관리 시스템에 대한 국제 표준으로 이후 영국 표준으로 채택되었다. 이를 준수함으로써 조직은 산업 보건 및 안전을 위한 시스템을 갖추고 있음을 입증할 수 있었다. BSI는 ISO 45001을 채택하기 위해 OHSAS 18001을 취소했다. ISO 45001은 국제 표준화 기구에서 2018년 3월에 발표했다. OHSAS 18001 인증을 받은 조직은 2021년 3월까지 ISO 45001로 마이그레이션하여 인정된 인증을 유지할 수 있었다.

## 기원
전 세계 조직은 보건 및 안전 성과를 통제하고 개선해야 할 필요성을 인식하고 있으며 이를 위해 산업 보건 및 안전 관리 시스템(OHSMS)을 사용하고 있다. 그러나 1999년 이전에는 선택할 수 있는 국가 표준과 독점 인증 체계가 늘어났다. 이는 시장에 혼란과 분열을 야기하고 개별 계획의 신뢰성을 약화시켰다.

## 개발
이러한 결함을 인식하여 단일 통합 접근 방식을 만들기 위해 OHSAS(직업 보건 및 안전 평가 시리즈) 프로젝트 그룹이라는 국제 협력이 구성되었다. 그룹은 국가 표준 기관, 학술 기관, 인정 기관, 인증 기관, 산업 안전 보건 기관의 대표자들로 구성되었으며 사무국을 제공하는 영국의 국가 표준 기관인 BSI 그룹이 포함되었다. OHSAS 프로젝트 그룹은 기존 표준과 계획을 최대한 활용하여 1999년에 OHSAS 18000 시리즈를 발표했다. 이 시리즈는 두 가지 사양으로 구성되었다. 18001은 OHS 관리 시스템에 대한 요구 사항을 제공하고 18002는 구현 지침을 제공했다.